# Койбалы (аал)
Койбалы (хак. Хойбал) — аал в Бейском районе Хакасии.

## География
Находится в 27 км к северо-западу от райцентра — села Бея — на берегу реки Абакан.

## История
Точная дата образования села не известна. Издавна здесь находилось поселение сеока Хойбал.
В 1930-е аал входил в  Аскизский район.
Был образован колхоз им. Будённого. В годы Великой Отечественной войны на фронт были призваны 75 чел., вернулись домой 19.
В 1957 образован совхоз им. Куйбышева и аал Койбалы стал его фермой № 3.

## Население
| 2002 | 2010 |
| ---- | ---- |
| 365  | ↘301 |

Национальный состав
в основном — хакасы.

## Инфраструктура
Начальная школа, медицинский пункт, сельский клуб.